# إصلاح زراعي من قبل الدولة

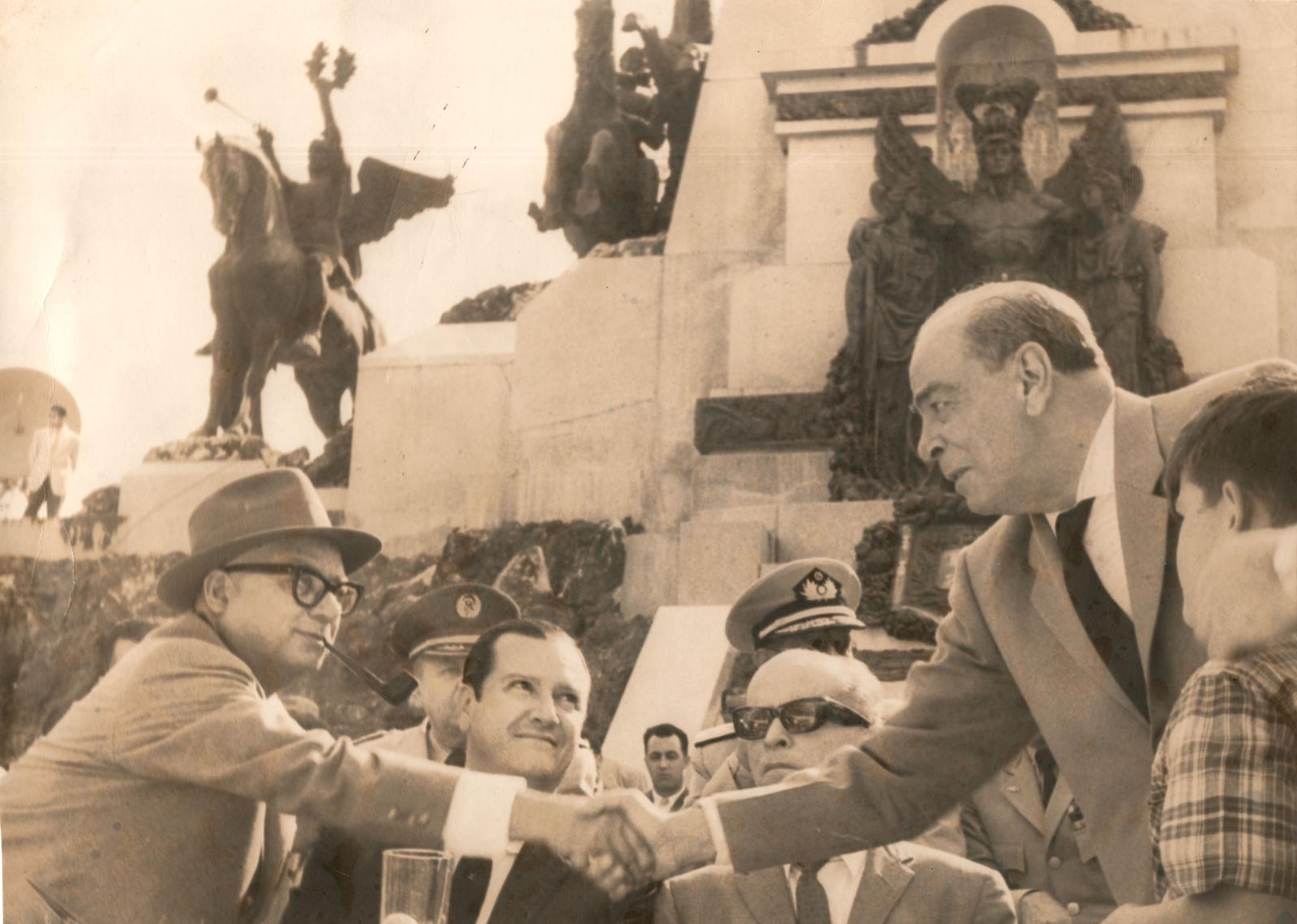
إصدار قانون الإصلاح الزراعي في فنزويلا – الرئيس رومولو بيتانكور يصافح الكاتب والرئيس السابق رومولو غاليغوس (5 مارس 1960)

الإصلاح الزراعي موضوع متكرر ذو عواقب وخيمة في تاريخ العالم كله. غالبًا ما يكون ذو طابع سياسي للغاية، وحدث (أو كان هناك محاولات لإحداثه) في العديد من البلدان.

## أمريكا اللاتينية

### البرازيل
وعد جيتوليو فارجاس، الذي تولى الرئاسة في البرازيل بعد الثورة البرازيلية عام 1930، بالإصلاح الزراعي لكنه نكث بوعده.
كانت المحاولة الأولى لإجراء إصلاح على الصعيد الوطني في حكومة خوسيه سارني (1985-1990) نتيجة للحركة الشعبية القوية التي ساهمت في سقوط الحكومة العسكرية. وفقًا لدستور عام 1988 للبرازيل، يتعين على الحكومة «مصادرة الممتلكات الريفية التي لا تؤدي وظيفتها الاجتماعية لغرض الإصلاح الزراعي» (المادة 184). ومع ذلك، فإن «الوظيفة الاجتماعية» المذكورة هنا ليست محددة بشكل جيد، وبالتالي لم توضع الخطة الوطنية الأولى لإصلاح الأراضي في حيز التنفيذ.
خلال التسعينيات، قادت حركة العمال عديمي الأراضي حملة قوية لتطبيق المواد الدستورية المتعلقة بالإصلاح الزراعي. وبدأوا بتحركات مباشرة من خلال الاحتلال القسري للأراضي غير المستغلَّة. حققت حملتهم بعض التقدم خلال السنوات العشر الماضية، خلال إدارتَي فرناندو كاردوسو ولولا دا سيلفا.
يشرف عليها المعهد الوطني للاستعمار والإصلاح الزراعي.

### بوليفيا
توزعت الأراضي في بوليفيا بشكل غير متكافئ، إذ كانت 92% من الأراضي الصالحة للزراعة مملوكة من قبل ملكيات ضخمة، حتى الثورة الوطنية البوليفية في عام 1952. بعد ذلك، ألغت حكومة الحركة القومية الثورية عمل الفلاحين القسري ووضعت برنامجًا لتخليص الملاك التقليديين من أملاكهم وتوزيعها على الفلاحين الأصليين. كانت السمة الفريدة للإصلاح الزراعي في بوليفيا هي تنظيم الفلاحين في نقابات. لم يُعطى الفلاحون الأرض فقط، أُعطيت ميليشياتهم أيضًا إمدادات كبيرة من الأسلحة. بقي الفلاحون قوة سياسية قوية في بوليفيا خلال جميع الحكومات اللاحقة. بحلول عام 1970، حصلت 45% من عائلات الفلاحين على سند ملكية لأراضيهم. استمرت مشاريع الإصلاح الزراعي في السبعينيات والثمانينيات. أدى قانون الإصلاح الزراعي لعام 1996 إلى زيادة حماية الحيازات الصغيرة والأراضي الأصلية، ولكنه حمى أيضًا أصحاب الأراضي الغائبين الذين يدفعون الضرائب من مصادرة ممتلكاتهم. استمرت الإصلاحات في عام 2006، فقد أقر مجلس الشيوخ البوليفي مشروع قانون يجيز للحكومة إعادة توزيع الأراضي بين فقراء البلاد ومعظمهم من السكان الأصليين.

### تشيلي
بدأت محاولات الإصلاح الزراعي في ظل حكومة خورخي أليساندري في عام 1960، وتسرعت وتيرتها خلال حكومة إدواردو فراي مونتالفا (1964-1970)، ووصلت إلى ذروتها خلال فترة رئاسة سلفادور أليندي 1970-1973. صودرت مزارع تزيد مساحتها عن 198 فدانًا (80 هكتارًا). بعد انقلاب عام 1973، توقفت المصادرات، وحل محلها تأثير قوى السوق إلى حد ما.

### كولومبيا
أصدر ألفونسو لوبيز بوماريجو (1934-1938) القانون رقم 200 لعام 1936، الذي سمح بمصادرة الممتلكات الخاصة بهدف تعزيز «المصلحة الاجتماعية».
تناقصت المحاولات اللاحقة للإصلاح الزراعي، واستمر ذلك حتى استلام ألبرتو ليراس كامارغو (1958-1962) وكارلوس ليراس ريستريبو (1966-1970) رئاسة الجبهة الوطنية، اللذين أسسا على التوالي المعهد الكولومبي للإصلاح الزراعي، واستمروا بتحسين أوضاع استحقاقات الأراضي. في عامي 1968 و1969 فقط، أصدر المعهد الكولومبي للإصلاح الزراعي أكثر من 60 ألف سند ملكية للمزارعين والعمال.
توقفت العملية بعد ذلك وبدأ الوضع بالتغير، إذ ساهمت الأعمال العنيفة اللاحقة لكبار تجار المخدرات والقوات شبه العسكرية والمقاتلين وكبار ملاك الأراضي الانتهازيين بشدة في إعادة تركيز الأراضي في أيديهم وتشريد صغار الملاك.
في أوائل القرن الحادي والعشرين، لم تحسّن خطط الحكومة المؤقتة لاستخدام الأراضي التي صادرتها قانونيًا من كبار تجار المخدرات و/أو الممتلكات التي أعادتها الجماعات شبه العسكرية المسرَّحة من الوضع السابق كثيرًا.

### كوبا
كان الإصلاح الزراعي من بين الخطوط الرئيسية للبرنامج الثوري لعام 1959. استولى المعهد الوطني للإصلاح الزراعي على جميع الممتلكات الكبيرة تقريبًا، وسنّ جميع القوانين السياسة الزراعية. كان سقف الحيازة 166 فدانًا (67 هكتارًا)، ومُنح المستأجرون حقوق الملكية، على الرغم من أن هذه الحقوق مقيدة بحصص الإنتاج الحكومية وحظر المعاملات العقارية.

### المكسيك
حدث أول إصلاح للأراضي في عام 1856 بعد إقرار الحكومة الليبرالية لقانون ليردو. كان أحد أهداف الحكومة الإصلاحية تطوير الاقتصاد من خلال العودة إلى الزراعة المنتجة للأراضي غير المستغلة بالكامل التي تملكها الكنيسة والمجتمعات البلدية (المشاعات الهندية)، وتطلّب ذلك تقسيم هذه الأراضي لبيعها، مع توقع أن يتطور في المكسيك مجموعة من الملاك الصغار. كان من المقرر تحقيق ذلك عن طريق قانون ليردو الذي يحظر ملكية الأرض من قبل الكنيسة والبلديات. مولت حكومة الإصلاح أيضًا عتادها الحربي من خلال مصادرة وبيع ممتلكات الكنيسة وغيرها من العقارات الكبيرة. بعد الحرب، توسع دور الدولة في السياسات الزراعية خلال رئاسة بورفيريو دياز. كان الهدف من ذلك هو القضاء على زراعة الكفاف التقليدية وجعل الزراعة في المكسيك قطاعًا تجاريًا ديناميكيًا كجزء من خطة تطوير المكسيك. تركزت الأراضي في أيدي الملاك على نطاق واسع، وكان الكثير منهم من الأجانب، ليبقى الفلاحون، الذين يشكلون الجزء الأكبر من السكان المكسيكيين، بدون أراضٍ. كانت اضطرابات أحوال الفلاحين سببًا رئيسيًا للثورة المكسيكية 1910-1920. أُدخلت بعد ذلك درجة محددة من الإصلاح الزراعي، وإن كان ذلك بشكل غير متساو، كجزء من الثورة المكسيكية.
في عام 1934، أصدر الرئيس لازارو كارديناس القانون الزراعي لعام 1934، وسرع من وتيرة الإصلاح الزراعي. ساعد في إعادة توزيع 45,000,000 فدانًا (180,000 كيلومتر مربع) من الأراضي، وصودر 4,000,000 فدانًا (16,000 كيلومتر مربع) من الممتلكات الزراعية المملوكة للولايات المتحدة. تسبب هذا في الصراع بين البلدين. كاد ينعدم الإصلاح الزراعي في أوائل الثلاثينيات. تميزت السنوات القليلة الأولى من إصلاح كارديناس بارتفاع أسعار المواد الغذائية، وانخفاض الأجور، وارتفاع معدلات التضخم، وانخفاض العائدات الزراعية. في عام 1935، بدأ الإصلاح الزراعي يكتسح جميع أنحاء البلاد في وأثر بشكل كبير على الزراعة التجارية. تحالف كارديناس مع مجموعات الفلاحين، ودمروا نظام المزارع. وزع كارديناس أراضٍ أكثر من كل أسلافه الثوريين مجتمعين، بزيادة قدرها 400%. برر الإصلاح الزراعي نفسه بزيادة الإنتاجية، إذ كان متوسط الإنتاج الزراعي خلال فترة الثلاث سنوات من 1939 إلى 1941 أعلى مما كان عليه في أي وقت منذ بداية الثورة.
تراجعت خطوات الإصلاح الزراعي التي اتخذتها الحكومات السابقة بدءًا من استلام حكومة ميغيل أليمان (1946-1952) السلطة. سمحت حكومة أليمان لأصحاب المشاريع الرأسمالية باستئجار الأراضي الفلاحية. بذلك بدأت هذه الظاهرة المعروفة باسم نيولاتين فونديزمو التي يبني فيها أصحاب الأراضي مزارعًا خاصة واسعة النطاق على الأراضي التي ما تزال إيدالية (أي يتمتع الذين يعملون بها بحقوق انتفاع بدلًا من حقوق الملكية) ولا يزرعها الفلاحون الذين خُصّصت لهم.
في عام 1970، بدأ الرئيس لويس ايشيفيريا فترة ولايته بإعلان توقف الإصلاح الزراعي. لكنه اضطر في مواجهته لتمرد الفلاحين إلى التراجع، وبدأ في أكبر برنامج للإصلاح الزراعي منذ حكومة كارديناس. شرّع ايشيفيريا عمليات الاستحواذ على المزارع الخاصة الضخمة التي يملكها الأجانب، والتي تحولت إلى أراضٍ إيدالية جماعية جديدة.
في عام 1988، انتُخب الرئيس كارلوس ساليناس دي جورتاري. في ديسمبر 1991، عدّل المادة 27 من الدستور، مما جعل بيع الأراضي الإيدالية قانونيًا وسمح للفلاحين بعرض أراضيهم للبيع كضمان للحصول على قرض.
ارتبط اسمَي فرانسيسكو ماديرو وإميليانو زاباتا بقوة بالإصلاح الزراعي، واسم جيش زاباتيستا للتحرير الوطني مؤخرًا (اعتبارًا من عام 2006).
حاليًا، معظم الفلاحين المكسيكيين هم من ملاك الأراضي. ومع ذلك، يُعتبر ما يمتلكونه صغيرًا جدًا وغير كافٍ، وغالبًا ما يُضطر المزارعون للعمل لدى الملاك الآخرين، و/أو السفر إلى الولايات المتحدة.